# Somme-Yèvre
Somme-Yèvre település Franciaországban, Marne megyében. Lakosainak száma 112 fő (2022. január 1.). Somme-Yèvre Dommartin-Varimont, Bussy-le-Repos, Contault, Herpont, Moivre és Noirlieu községekkel határos.

## Népesség
A település népessége az elmúlt években az alábbi módon változott:
| Lakosok száma | 174  | 128  | 115  | 111  | 109  | 110  | 117  | 121  | 123  | 112  |
|               | 1968 | 1982 | 1990 | 2006 | 2013 | 2015 | 2017 | 2019 | 2020 | 2022 |